# Formele en informele drogredenen
In de logica en de argumentatieleer wordt een onderscheid gehanteerd tussen formele en informele drogredenen. 
Formele drogredenen zijn fouten in deductief redeneren, waarbij de vorm of structuur van het argument een of meerdere gebreken vertoont (zoals een verandering in de betekenis van de middenterm tijdens de redenering), waardoor de daaruit getrokken conclusie logisch ongeldig wordt. 
Deze drogredenen doen zich voor wanneer de conclusie niet noodzakelijkerwijs uit de premissen volgt, zelfs indien de premissen waar zijn. 

## Informele drogredenen
Bij informele drogredenen gaat het daarentegen om redeneringsfouten die niet alleen afhankelijk zijn van de structuur van het betoog. Ze vertrouwen vaak op de inhoud, context of taal die wordt gebruikt om het publiek te overtuigen of te misleiden. Informele denkfouten kunnen subjectiever en contextafhankelijker zijn, waardoor ze moeilijker te identificeren en te analyseren zijn dan formele denkfouten.
Indien een (meestal onopzettelijke) denkfout of (in de eristiek soms opzettelijke) drogreden betrekking heeft op de formele logische consistentie van een redenering (de vraag of een redenering werkelijk of slechts in schijn een correct syllogisme betreft, volgens de door  de Griekse filosoof Aristoteles geforumuleerde regels, dan is er sprake vab een formele drogreden. 
De tweedeling tussen goed en slecht oordelen werd aan de orde gesteld door de Engelse filosoof John Stuart Mill (1806-1873)) in zijn werk A System of Logic, Ratiocinative and Inductive: "A System of Logic, Ratiocinative and Inductive: The philosophy of reasoning, to be complete, ought to comprise the theory of bad as well as of good reasoning".
Informele drogredenen zijn een onjuiste vorm van argumentatie in natuurlijke taal. De bron van de fout ligt niet alleen in de vorm van het argument, zoals het geval is bij de formele drogredenen. De onjuistheid kan ook te wijten zijn aan de inhoud en context ervan. 
Drogredenen betreffen slechts schijnbaar correcte redeneringen. Deze misleidende schijn houdt vaak verband met verschillende aspecten van natuurlijke taal, zoals dubbelzinnige of vage uitdrukkingen, het veranderen van de betekenis van de middenterm in de redeneergang de of het aannemen van impliciete premissen in plaats van deze expliciet te maken. De oudst bekende tekst hierover is de dialoog Euthydemos van de Griekse filosoof Plato, die hiervoor echter nog geen term kende. Het was zijn leerling Aristoteles die het enthymeem en het syllogisme (sluitrede) ontdekte en de juiste methode om tot een valode conclusie te komen. Hij voerde voor de slechts schijnbaar correcte redeneringen de term paralogismeofwel drogreden in. In zijn Sofistische weerleggingen verschafte hij een inventarisatie en anlayse van de destijds door de sofisten gebezigde drogredenen.
Traditioneel is door kritische denkers in de loop der eeuwen een groot aantal informele drogredenen geïdentificeerd, waaronder de drogreden van dubbelzinnigheid, de drogreden van amfibolie, de drogredenen van compositie en verdeeldheid, het valse dilemma, de drogreden van de cirkelredeneting, de ad hominem-drogreden en het beroep op onwetendheid.
Een algemene overeenstemming over een categorisering voor de velerlei drogredenen ontbreekt. Er kan onderscheid worden gemaakt tussen diverse varianten drogredenen van dubbelzinnigheid, die hun oorsprong vinden in dubbelzinnige of vage taal, drogredenen van aanname, waarbij sprake is van valse of ongerechtvaardigde premissen, en drogredenen van relevantie, waarbij de premissen niet relevant blijken voor de conclusie.
Sommige benaderingen in de hedendaagse filosofie houden naast inhoud en context rekening met aanvullende factoren. Als gevolg hiervan worden sommige argumenten die traditioneel als informele drogredenen worden beschouwd, vanuit hun perspectief niet als bedrieglijk beschouwd, of in ieder geval niet in alle gevallen. Eén van de voorgestelde raamwerken is de dialogische benadering, die argumenten opvat als bewegingen in een dialoogspel, dat erop gericht is de ander rationeel te overtuigen. Dit spel wordt beheerst door verschillende regels. 
Drogredenen worden daarbij dan gedefinieerd als schendingen van de dialoogregels die de voortgang van de dialoog belemmeren. De epistemische benadering vormt een ander raamwerk. Het kernidee ervan is dat argumenten een epistemische rol spelen: ze zijn bedoeld om onze kennis uit te breiden door een brug te slaan van reeds gerechtvaardigde overtuigingen naar nog niet gerechtvaardigde overtuigingen. Drogredenen zijn argumenten die dit doel niet bereiken doordat ze een regel van epistemische rechtvaardiging overtreden. 
Een bijzondere vorm van het epistemisch raamwerk is de Bayesiaanse benadering, waarbij de epistemische normen worden gegeven door de wetten van de waarschijnlijkheid, die onze mate van geloof zou moeten volgen.
De studie van drogredenen heeft tot doel een verantwoording te geven voor het evalueren en bekritiseren van argumenten. Dit omvat zowel een beschrijvend verslag van wat een argument inhoudt als een normatief verslag van welke argumenten goed of slecht zijn. In de filosofie worden drogredenen doorgaans gezien als een vorm van slechte argumentatie. Een andere opvatting, die vaker voorkomt in het niet-wetenschappelijke discours, beschouwt drogredenen niet als argumenten, maar eerder als valse, doch desalniettemin populaire overtuigingen.